# Teck Resources
Teck Resources Ltd.  ist ein Bergbauunternehmen aus Kanada mit Unternehmenssitz in Vancouver. Es beschäftigt 11.000 Mitarbeiter und ist an der Toronto Stock Exchange im Aktienindex S&P/TSX 60 notiert.
Das Unternehmen betreibt neben einem metallurgischen Komplex und einem Windpark in Kanada 12 Bergwerke, die sich in Kanada, den USA, Chile und in Peru befinden.
Daneben werden Kupfervorkommen in Kanada, Chile, Mexiko, den USA, Namibia, Peru, in der Türkei und Australien erkundet.

## Geschäftsbetrieb
| Rohstoff  | 1000 t          | Anteil am Gesamtumsatz (%) |
| --------- | --------------- | -------------------------- |
| Kokskohle | 26.671          | 39                         |
| Kupfer    | 333             | 31                         |
| Zink      | 660             | 30                         |
| Blei      | 123             |                            |
| Molybdän  | geringer Umfang |                            |

## Bergwerke
- Kohle (alle Kanada)
  - Cardinal River
  - Fording River
  - Greenhills
  - Line Creek
  - Elkview
  - Coal Mountain
  - Quintette
- Kupfer
  - Highland Valley Copper (Kanada)
  - Antamina (Peru)
  - Quebrada Blanca (Chile)
  - Carmen de Andacollo (Chile)
- Zink:
  - Red Dog (Alaska)
  - Pend Oreille (Kanada)

## Hütten
- Trail, Blei-Zink-Hütte.[5]

## Geschichte
Die Firma Cominco begann ihren Geschäftsbetrieb im Jahr 1906 als „The Consolidated Mining and Smelting Company of Canada“, geformt durch den Zusammenschluss von mehreren Einheiten, die von der Canadian Pacific Railway kontrolliert wurden. Während des Zweiten Weltkrieges war das Unternehmen mit seinen Anlagen in Trail, durch die Produktion von Schwerem Wasser, in das Manhattan-Projekt zum Bau einer Atombombe eingebunden. Das Unternehmen änderte seinen Namen in Cominco 1966. Comincos Hauptbergwerk „Sullivan mine“, welches die Produktion im Jahr 1909 aufnahm, wurde mehr als 90 Jahre betrieben, bis dessen Erzvorkommen im Jahr 2001 erschöpft waren.
Die Firma Teck begann als „The Teck-Hughes Gold Mines Ltd.“ im Jahr 1913, die sich aus einem Goldfund der Goldsucher Sandy McIntyre und James Hughes bei Kirkland Lake entwickelte. Das Bergwerk Teck-Hughes förderte bis 1965. Teck kaufte 1969 die Grube Beaverdell. Dieses Silbervorkommen wurde erstmals im Jahre 1898 entdeckt und wurde bis 1991 ausgebeutet.
Der Zusammenschluss von Teck und Cominco begann im Jahr 1986, als Teck und zwei Partner eine Beteiligung an Cominco erwarben. Die vollständige Übernahme geschah im Juli 2001.
Im Jahre 2007 erwarb Teck Cominco „Aur Resources“ und erhielt somit Zugang zu den bedeutenden Kupferbergwerken Quebrada Blanca und Carmen de Andacollo in Chile.
Im Jahre 2008 gab Teck Cominco eine Vereinbarung mit „Fording Canadian Coal Trust“ bekannt, deren 60 %Beteiligung an der Elk Valley Coal Partnership zu 100 % erwerben. Teck Cominco hatte bisher eine Minderheitsbeteiligung von 40 %. 2023 wurde die beabsichtigte Mehrheitsbeteiligung von Glencore am Kohlegeschäft bekannt.